# Jayson Megna
Jayson Megna (né le 1er février 1990 à Fort Lauderdale dans l'État de Floride aux États-Unis) est un joueur professionnel américain de hockey sur glace. Il évolue au poste de centre.
Son frère Jaycob est également un joueur de hockey professionnel.

## Biographie
Il joue deux saisons comme junior avec les RoughRiders de Cedar Rapids dans l'USHL avant de passer la saison 2011-2012 avec les Mavericks de l'Université du Nebraska à Omaha, là où il retrouve son frère Jaycob. Avec 31 points en 38 parties, il est nommé dans l'équipe des recrues de la Western Collegiate Hockey Association.
En août 2012, il signe en tant qu'agent libre avec les Penguins de Pittsburgh et passe toute la saison 2012-2013 dans la Ligue américaine de hockey avec les Penguins de Wilkes-Barre/Scranton, équipe affiliée à Pittsburgh. Il fait ses débuts dans la Ligue nationale de hockey la saison suivante et joue 36 parties pour 9 points avec les Penguins (de Pittsburgh).
À l'été 2015, il signe pour un an avec les Rangers de New York. Il passe la majorité de la saison dans la LAH avec le Wolf Pack de Hartford et joue 6 parties avec les Rangers. L'année suivante, il s'entend avec les Canucks de Vancouver.

## Statistiques
| Saison     | Équipe                            | Ligue      |     | Saison régulière | Saison régulière | Saison régulière | Saison régulière | Saison régulière |   | Séries éliminatoires | Séries éliminatoires | Séries éliminatoires | Séries éliminatoires | Séries éliminatoires |
| Saison     | Équipe                            | Ligue      | PJ  | B                | A                | Pts              | Pun              | PJ               | B | A                    | Pts                  | Pun                  |                      |                      |
| 2009-2010  | RoughRiders de Cedar Rapids       | USHL       | 56  | 11               | 15               | 26               | 62               | 5                | 0 | 0                    | 0                    | 6                    |                      |                      |
| 2010-2011  | RoughRiders de Cedar Rapids       | USHL       | 60  | 30               | 28               | 58               | 45               | 8                | 4 | 3                    | 7                    | 4                    |                      |                      |
| 2011-2012  | Université du Nebraska à Omaha    | WCHA       | 38  | 13               | 18               | 31               | 27               | -                | - | -                    | -                    | -                    |                      |                      |
| 2012-2013  | Penguins de Wilkes-Barre/Scranton | LAH        | 56  | 5                | 7                | 12               | 28               | 12               | 2 | 3                    | 5                    | 0                    |                      |                      |
| 2013-2014  | Penguins de Wilkes-Barre/Scranton | LAH        | 25  | 9                | 6                | 15               | 4                | 13               | 1 | 2                    | 3                    | 4                    |                      |                      |
| 2013-2014  | Penguins de Pittsburgh            | LNH        | 36  | 5                | 4                | 9                | 6                | 2                | 0 | 0                    | 0                    | 0                    |                      |                      |
| 2014-2015  | Penguins de Wilkes-Barre/Scranton | LAH        | 63  | 26               | 13               | 39               | 40               | 8                | 1 | 4                    | 5                    | 2                    |                      |                      |
| 2014-2015  | Penguins de Pittsburgh            | LNH        | 12  | 0                | 1                | 1                | 14               | -                | - | -                    | -                    | -                    |                      |                      |
| 2015-2016  | Wolf Pack de Hartford             | LAH        | 68  | 15               | 29               | 44               | 22               | -                | - | -                    | -                    | -                    |                      |                      |
| 2015-2016  | Rangers de New York               | LNH        | 6   | 1                | 1                | 2                | 2                | -                | - | -                    | -                    | -                    |                      |                      |
| 2016-2017  | Comets d'Utica                    | LAH        | 4   | 1                | 2                | 3                | 0                | -                | - | -                    | -                    | -                    |                      |                      |
| 2016-2017  | Canucks de Vancouver              | LNH        | 58  | 4                | 4                | 8                | 6                | -                | - | -                    | -                    | -                    |                      |                      |
| 2017-2018  | Comets d'Utica                    | LAH        | 25  | 4                | 9                | 13               | 6                | -                | - | -                    | -                    | -                    |                      |                      |
| 2017-2018  | Canucks de Vancouver              | LAH        | 1   | 0                | 0                | 0                | 0                | -                | - | -                    | -                    | -                    |                      |                      |
| 2018-2019  | Bears de Hershey                  | LAH        | 71  | 20               | 23               | 43               | 34               | 9                | 4 | 4                    | 8                    | 6                    |                      |                      |
| 2019-2020  | Avalanche du Colorado             | LNH        | 8   | 0                | 0                | 0                | 2                | -                | - | -                    | -                    | -                    |                      |                      |
| 2019-2020  | Eagles du Colorado                | LAH        | 43  | 18               | 16               | 34               | 22               | -                | - | -                    | -                    | -                    |                      |                      |
| 2020-2021  | Avalanche du Colorado             | LNH        | 7   | 0                | 2                | 2                | 0                | -                | - | -                    | -                    | -                    |                      |                      |
| 2020-2021  | Eagles du Colorado                | LAH        | 13  | 7                | 2                | 9                | 2                | -                | - | -                    | -                    | -                    |                      |                      |
| 2021-2022  | Avalanche du Colorado             | LNH        | 20  | 0                | 3                | 3                | 4                | -                | - | -                    | -                    | -                    |                      |                      |
| 2021-2022  | Eagles du Colorado                | LAH        | 38  | 13               | 20               | 33               | 18               | 9                | 6 | 3                    | 9                    | 8                    |                      |                      |
| 2022-2023  | Eagles du Colorado                | LAH        | 9   | 3                | 3                | 6                | 12               | -                | - | -                    | -                    | -                    |                      |                      |
| 2022-2023  | Avalanche du Colorado             | LNH        | 14  | 0                | 0                | 0                | 2                | -                | - | -                    | -                    | -                    |                      |                      |
| 2022-2023  | Ducks d'Anaheim                   | LNH        | 41  | 2                | 6                | 8                | 4                | -                | - | -                    | -                    | -                    |                      |                      |
| 2023-2024  | Bruins de Providence              | LAH        | 69  | 19               | 37               | 56               | 16               | 4                | 2 | 1                    | 3                    | 2                    |                      |                      |
| 2023-2024  | Bruins de Boston                  | LNH        | 1   | 0                | 0                | 0                | 0                | -                | - | -                    | -                    | -                    |                      |                      |
| Totaux LNH | Totaux LNH                        | Totaux LNH | 204 | 12               | 21               | 33               | 40               | 2                | 0 | 0                    | 0                    | 0                    |                      |                      |

## Trophées et honneurs personnels
- 2010-2011 : 
  - participe au Match des étoiles de l'USHL
  - nommé dans la première équipe d'étoiles de l'USHL
- 2011-2012 : nommé dans l'équipe des recrues de la WCHA